# Folke Wassén
Pour les articles homonymes, voir Wassén.
Folke Wassén est un skipper suédois né le 18 avril 1918 à Göteborg et mort le 22 octobre 1969.

## Carrière
Folke Wassén obtient une médaille de bronze olympique dans la catégorie des 5.5 Metre lors des Jeux olympiques d'été de 1952 à Helsinki.